# Mimosybra philippinensis
Mimosybra philippinensis es una especie de escarabajo del género Mimosybra, familia Cerambycidae. Fue descrita científicamente por Tavakilian en 2018.
Se distribuye por Filipinas. Posee una longitud corporal de 13 milímetros.